# V541 Возничего
V541 Возничего (лат. V541 Aurigae) — двойная затменная переменная звезда типа Алголя (EA:) в созвездии Возничего на расстоянии (вычисленном из значения параллакса) приблизительно 4606 световых лет (около 1412 парсеков) от Солнца. Видимая звёздная величина звезды — от +14,18m до +13,78m.

## Характеристики
Первый компонент — жёлтая звезда спектрального класса G. Радиус — около 2,29 солнечных, светимость — около 5,073 солнечных. Эффективная температура — около 5721 К.